# Manufacture des tabacs de Morlaix
La Manufacture des tabacs de Morlaix est une ancienne manufacture de tabacs située à Morlaix dans le département du Finistère.
Les façades et toitures des bâtiments non classés ainsi que le jardin font l’objet d’une inscription au titre des monuments historiques depuis le 7 août 1997.
Les bâtiments datant du XVIIIe siècle, les installations du bâtiment I et les cases à tabac râpés du bâtiment J, ainsi que la charpente des bâtiments E, E' et G font l’objet d’un classement au titre des monuments historiques depuis le 3 septembre 2001.

## Les étapes de la construction
Dans les années 1730, le roi de France et de Navarre, Louis XV, ainsi que son gouvernement, esquissent l'idée de développer des activités à haute rentabilité économique. Le tabac étant monopole du roi et fortement taxé, la création d'une manufacture des tabacs sur les côtes ouest se fait jour. Deux pôles principaux se portent candidat : Rennes et Morlaix. C'est cette dernière qui est choisi pour développer le projet. La ville possède plusieurs atouts, notamment celui de l'accès direct en bord de mer.
Le fermier général, François-Renée Dupleix, établit la construction des bâtiments au plus proche de la rivière en lieu et place d'un marécage remblayé pour l'occasion. Le fait que les bâtiments soient adjacents à la rivière permettent de gagner du temps sur les transports de la marchandise brute et manufacturée. C'est également un moyen facilitant le débarquement et l'embarquement à quai dans un port protégé de la houle. L'emplacement choisit, Louis XV ordonne la construction des murs en 1736 par un des maitres du classicisme : Jean-François Blondel. 
La Manufacture des tabacs de Morlaix est un ensemble de bâtiments situés quai de Léon à Morlaix, qui constituait une manufacture des tabacs. Elle a été construite en quatre temps :
- les bâtiments principaux, subdivisés en trois ensembles (manufacture, magasins, logis) ont été édifiés entre 1736 et 1740 selon les plans de Jean-François Blondel, membre de l'Académie royale d'architecture. Les bâtiments actuels ressemblent pour l'essentiel à ceux édifiés par Blondel. Le granit qui servit à la construction fut prélevé sur les îlots de la baie de Morlaix[2] ;
- à partir de 1811, Boyer ajoute des halles, des fours et des ateliers ;
- de nouveaux locaux, liés à l'avènement de la vapeur, sont construits entre 1868 et 1871 par deux ingénieurs : Mondézir et Debise ;
- pendant l'Entre-deux-guerres, quatre nouveaux bâtiments sont ajoutés, couronnés par une charpente en béton imitant le bois vert (frais)[1].

## Les années de fonctionnement
La Manufacture connait son apogée dans la seconde moitié du XIXe siècle. Au plus fort de l'embauche dans les années 1880, la Manufacture comptait plus de 1 700 salariés. L'avènement de la vapeur au cours de ce siècle, resté dans l'Histoire comme étant celui de la Révolution industrielle, amène la production de tabac à continuellement progresser. Plus mécanisée, puis automatisée (notamment avec les machines Belot), la production augmente certes, mais la densité d'emplois devient injustifiée. La Manufacture des tabacs perd progressivement ses hommes et ses femmes pour atteindre 185 salariés en 1995. Cette année-là, le poids économique local de la Manufacture reste tout de même significatif avec 10% des recettes professionnelles de Morlaix. 
En termes de sociologie, la Manufacture est « une ville dans la ville ». On compte donc entre 1 700 et 1 800 employés à la fin du XIXe siècle pour une ville d'approximativement 16 000 âmes. Bien évidemment, les hommes et les femmes qui travaillent à la Manufacture ne proviennent pas exclusivement de la ville, mais du proche pays morlaisien dans son ensemble. Toutefois, on peut constater la forte prévalence en termes d'emplois des Morlaisiens et Morlaisiennes. De fait, au XXe siècle — et encore beaucoup de nos jours — il n'est pas rare que les familles originaires de la ville soient intimement liées à la Manufacture. Pendant longtemps, celle-ci est source de stabilité économique, offrant à ses employés la possibilité d'effectuer toute une vie économique entre ses murs.
Les femmes y ont une place particulière. C'est dans les années 1850 qu'elles intègrent progressivement les rangs de la Manufacture des tabacs. Les femmes de l'époque, souvent des drapières, couturières ou autres, possèdent un doigté appréciable lorsque la production de cigare se développe. À la fin du siècle, la Manufacture constitue une « citadelle féminine ». Les « dames de la Manu », reconnaissables à l'odeur de tabac sur leurs vêtements, rythment les débuts et les fins de journée de la ville. Ces butunières (du breton butun « tabac ») font la renommée de la ville avec leur expérience, lorsque la Manufacture se lance dans la confection de cigarette. Une de ces butunières fut taguée sur l'escalier de la cour des artistes en 2014 par le street-artiste Zag.

Street-art de la manufacture

Au crépuscule du XXe siècle, la Manufacture vit les dernières heures de sa première vie. L'incendie de 1995 devient le signe du début de la fin. La Seita, propriétaire des lieux, ferme partout en France ses activités pour se concentrer. Et si les activités morlaisiennes reprennent dès le surlendemain de l'incendie, les plans sociaux sociaux successifs font fermer le site en 2004. La Manufacture des tabacs de Louis XV n'aura pas survécu à l'aube du XXIe siècle, mais une seconde vie, elle, lui sera offerte, contrairement à bien d'autres manufactures qui l'ont précédées qui furent démolies.

## La reconversion post-industrielle
Le 19 octobre 1995, un incendie endommage gravement la toiture et une des ailes :

« Un violent incendie s'est déclaré, vers 18 h 30, hier soir, à la Manufacture des tabacs de Morlaix. En deux heures, la "Manu" a été en partie détruite par le feu, et deux pompiers, un de Morlaix et un autre de Landivisiau, ont été blessés. Il semble que le feu ait pris sous le toit, dans un endroit où des ouvriers effectuaient des travaux : très rapidement, les hautes flammes ont alors dévasté le bâtiment arrière, dont la toiture s'est effondrée, ainsi qu'une des ailes. Dix casernes de pompiers ont dû être appelées sur les lieux et c'est vers 20 h 30 que l'incendie a été maîtrisé. »

En 1997, l’ensemble architectural de la Manufacture est inscrit à au titre des monuments historiques. Après l'annonce par Altadis (anciennement Seita) en 2000 de l’arrêt définitif de ses activités à Morlaix à l’orée 2004, la Chambre de commerce et d'industrie de Morlaix se porte acquéreur du monument en avril 2001, et en obtient le classement partiel au titre des monuments historiques en septembre. En mai 2002, un schéma directeur pour la reconversion du site est adopté par l’ensemble des acteurs du projet. Il prévoit de privilégier la mixité des affectations à l’intérieur du site, autour de quatre pôles : de l’habitat, de l’enseignement (IUT de Brest), de la culture, et des entreprises. La Chambre de commerce et d'industrie de Morlaix est maître d'ouvrage de l'ensemble du projet. Sur les 31 000 m2 de plancher, 10 000 sont démolis entre 2003 et 2005. En décembre 2007, toute l'aile ouest de l'ensemble architectural retrouve de nouvelles affectations : ateliers d'artistes, entreprises, bureaux… Fin 2008, une première tranche de travaux de réfection des charpentes et toitures incendiées (aile nord) s'achève. En 2009, les aménagements des cours et des passages publics sont réalisés, permettant d'ouvrir un peu plus cet ensemble immobilier au reste de la ville. Début 2022, l'ancienne pouponnière de la Manufacture, utilisée au début du XXe siècle, est entrée en rénovation pour de l'habitat privé.
Le 24 mai 2013, l'Espace des sciences et Morlaix Communauté signent une convention visant à ouvrir une antenne de l'Espace des Sciences dans la manufacture des tabacs de Morlaix en 2015,.

## Le SEW
Le SE/cW, ou plus communément dénommé "le SEW" (prononcé "Sioux"), est l'un des projets nés de cette reconversion de la Manufacture.
- Le "S" pour le cinéma La Salamandre
- Le "E/c" pour l'Entresort/Centre National de la Création Adapté
- Le "W" pour l'association Wart[8]

Pour sa partie « culture », la CCI Morlaix contacte deux organismes : le théâtre de l'Entresort et l'association musicale Wart. La Manufacture constitue alors la possibilité de développer une partie bureaux en centre-ville et de disposer d'une salle de répétition permanente de 500 m2. Le concept du SEW émerge plus largement au cours de l'année 2010 quand le cinéma d'art et d'essai, La Salamandre, à l'étroit dans des locaux vétustes, décide de se joindre au projet. Le potentiel de cette alliance est grand et permet d'imaginer une reconversion des lieux plus ambitieuse. 
En 2012, le projet poursuit sa route avec la création de l'association SEW. C'est avec cette dernière que Morlaix Communauté, récemment détentrice des droits de la CCI, signe le bail d'occupation pour une durée de 40 ans. Le plan de financement du projet, mais également les diverses études préalables, prennent du temps mais finissent par se concrétiser avec un début officiel des travaux en 2018. Les principaux financeurs du projet sont alors Morlaix Communauté, l'État (CNC, CNM, …) et l'association du SEW qui contracte à l'occasion un prêt de 2,5 millions d'euros, soit entre 25 et 30 % des fonds pour un coût final de près de 8,8 millions d'euros.
Deux cabinets d'architectes furent sélectionnés pour concevoir l'aménagement des espaces. D'abord le cabinet parisien "Construire", avec les architectes Loïc Julienne, Alice Périot et Giulia Tellier, puis le cabinet "Laab" de Lannion, représenté par Amélie Loisel. Le résultat est un espace modulaire, adaptable à différents types de situation au besoin des projets proposés.
Le SEW est donc composé d'un cinéma, La Salamandre, abritant 3 salles de 50, 100 et 150 places. Ces trois salles ont une particularité. Elles ont été aménagées dans des coques en bois faisant penser à des coques de navires renversées. L'effet "chantier naval" est renforcé par les poutres ou pieux en bois qui soutiennent les structures. Les salles tapissées de rouge, de vert et de bleu possèdent des lustres en vaisselle recyclée. Le SEW possède également une salle de spectacle de 240 places assises, 800 debout. Le projet du SEW a permis au théâtre de l'Entresort, jusqu'alors itinérant, de se poser et de se développer en créant le premier Centre National de la Création Adapté (CNCA). Ils ont à leur disposition des salles de répétition, des ateliers de confection (costumes & accessoires), des pièces de stockage, etc...
Le cinéma du SEW est inauguré le 6 juillet 2021,. La salle de spectacle est inaugurée par la chanteuse Jeanne Added le 12 septembre 2020. Elle devait préalablement être inaugurée en avril à l'occasion du festival Panorama, mais la date fut repoussée et le festival annulé en raison de l'épidémie de COVID-19.

## L'Espace des sciences
Depuis 2005, l’Espace des sciences œuvre pour la diffusion des sciences sur le territoire de Morlaix, à travers l’organisation de conférences, d’expositions, d’animations en milieu scolaire et de la Fête de la science.
En 2013, une convention d’objectifs et de moyens est signée entre l’Espace des sciences et Morlaix Communauté pour créer un CCSTI à la Manufacture.
Cette même année, le projet scientifique et culturel construit par l’Espace des sciences est lauréat du Programme national d’Investissement d’Avenir de l’ANRU. Un subventionnement important (4 202 205 d’euros) assorti de conseils et de recommandations est accordé au projet qui prend alors une nouvelle dimension. Morlaix Communauté, le Conseil Régional de Bretagne, le Conseil Départemental du Finistère, la DRAC Bretagne, la Fondation du Patrimoine abondent le soutien de l’ANRU, permettant ainsi de constituer une enveloppe budgétaire de 9,4 millions d’euros pour ce projet.
Ce programme d’envergure, dont la maîtrise d’ouvrage est portée par Morlaix Communauté, comprend deux chantiers :
- un chantier de réhabilitation du bâtiment et des anciennes machines,
- un chantier d’installation de la scénographie des différentes expositions.

En 2016, le cabinet d’architectes OPUS 5 (Bruno Decaris, Architecte en chef des monuments historiques) est recruté pour orchestrer les travaux de réhabilitation des espaces devant accueillir le futur Espace des sciences. En juin 2018, la restauration des anciennes machines servant à fabriquer les produits de tabac est confiée à Olivier Morel, conservateur du patrimoine. En septembre 2018, le chantier gros œuvres démarre. En mars 2021, le chantier scénographique, dont la maîtrise d’œuvre a été confiée à l’agence MasKarade, commence.
L’Espace des sciences à Morlaix aura pour vocation de rendre les sciences accessibles au plus grand nombre grâce au patrimoine industriel du site. Les évolutions techniques et la mémoire ouvrière des hommes et des femmes qui travaillèrent à la Manufacture durant trois siècles, seront valorisées. La salle des Moulins à râper le tabac, classée au titre des Monuments Historiques, sera l’élément phare du parcours de visite.
Les visiteurs pourront découvrir sur 2 400 m², huit expositions permanentes, une exposition temporaire et suivre l’actualité scientifique dans un « Espace des savoirs ». Deux parcours distincts seront proposés : l’un consacré à la culture technique à travers le patrimoine industriel de la Manufacture des tabacs et le second sur les sciences généralistes. Les expositions seront pédagogiques, participatives et immersives pour permettre à chacun, d’être acteur de son propre savoir.
L’Espace des sciences Morlaix est ouvert depuis juillet 2024. 

## Galerie

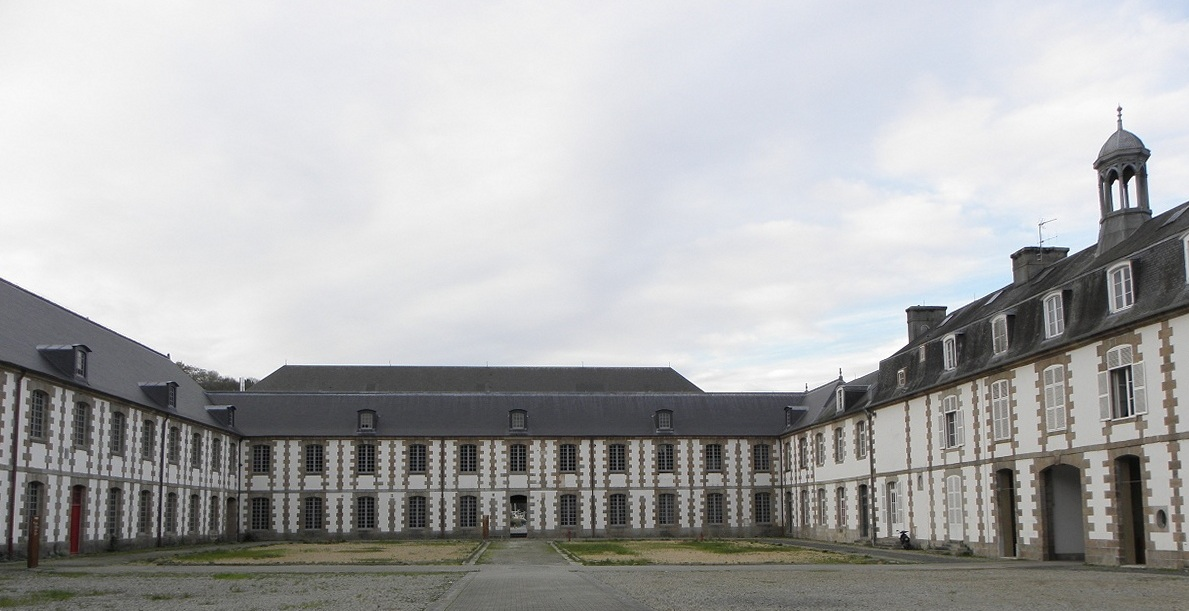
Façade nord de la cour d'honneur.
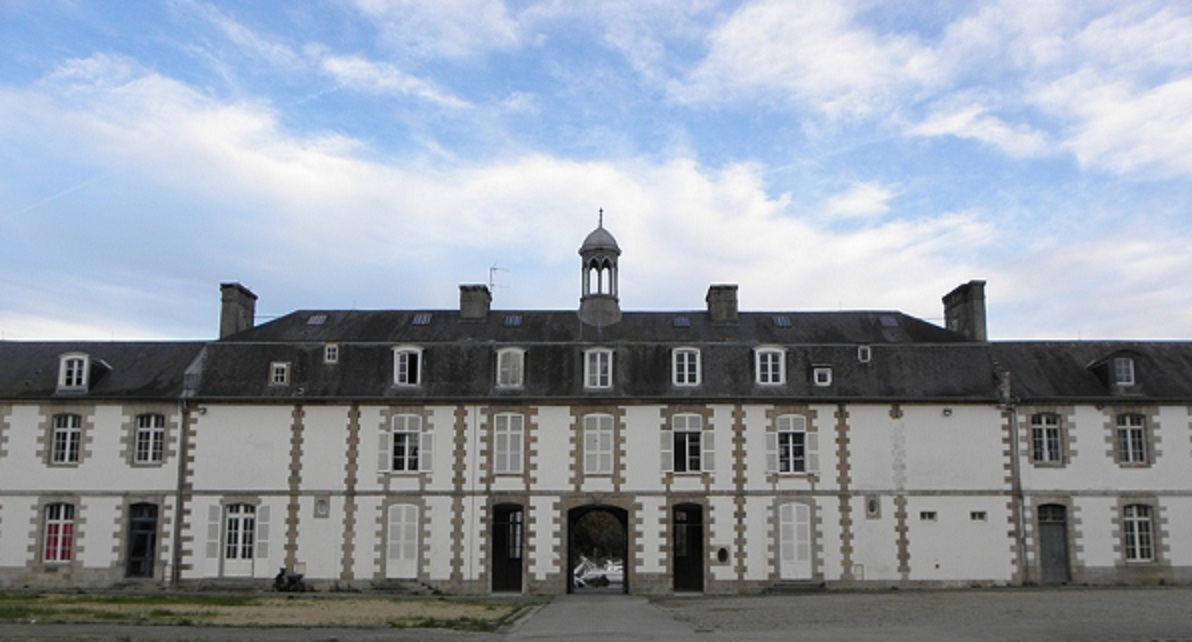
Façade est de la cour d'honneur.
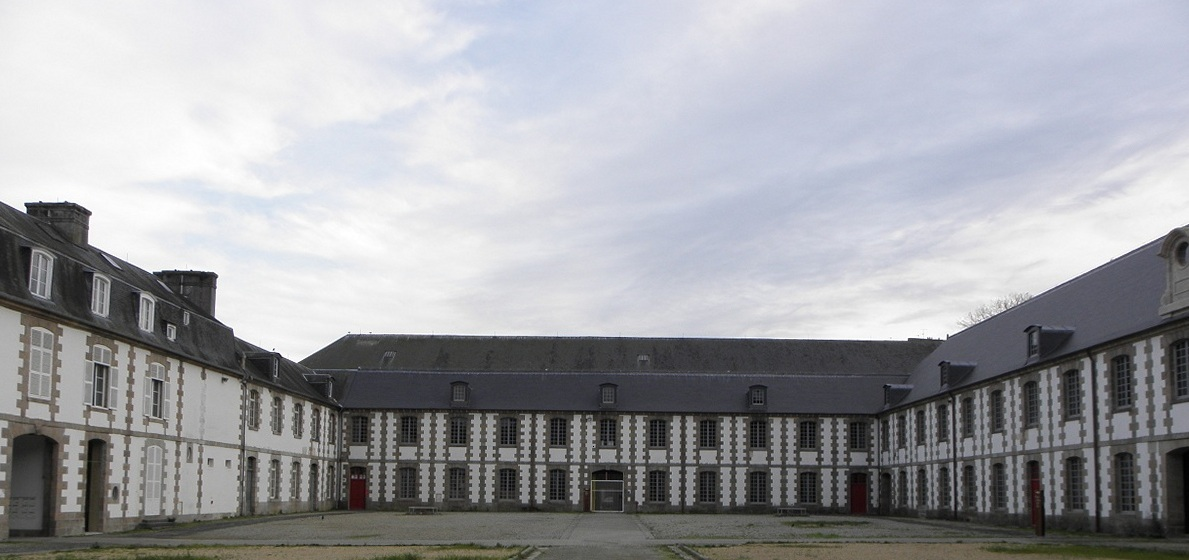
Façade sud de la cour d'honneur.
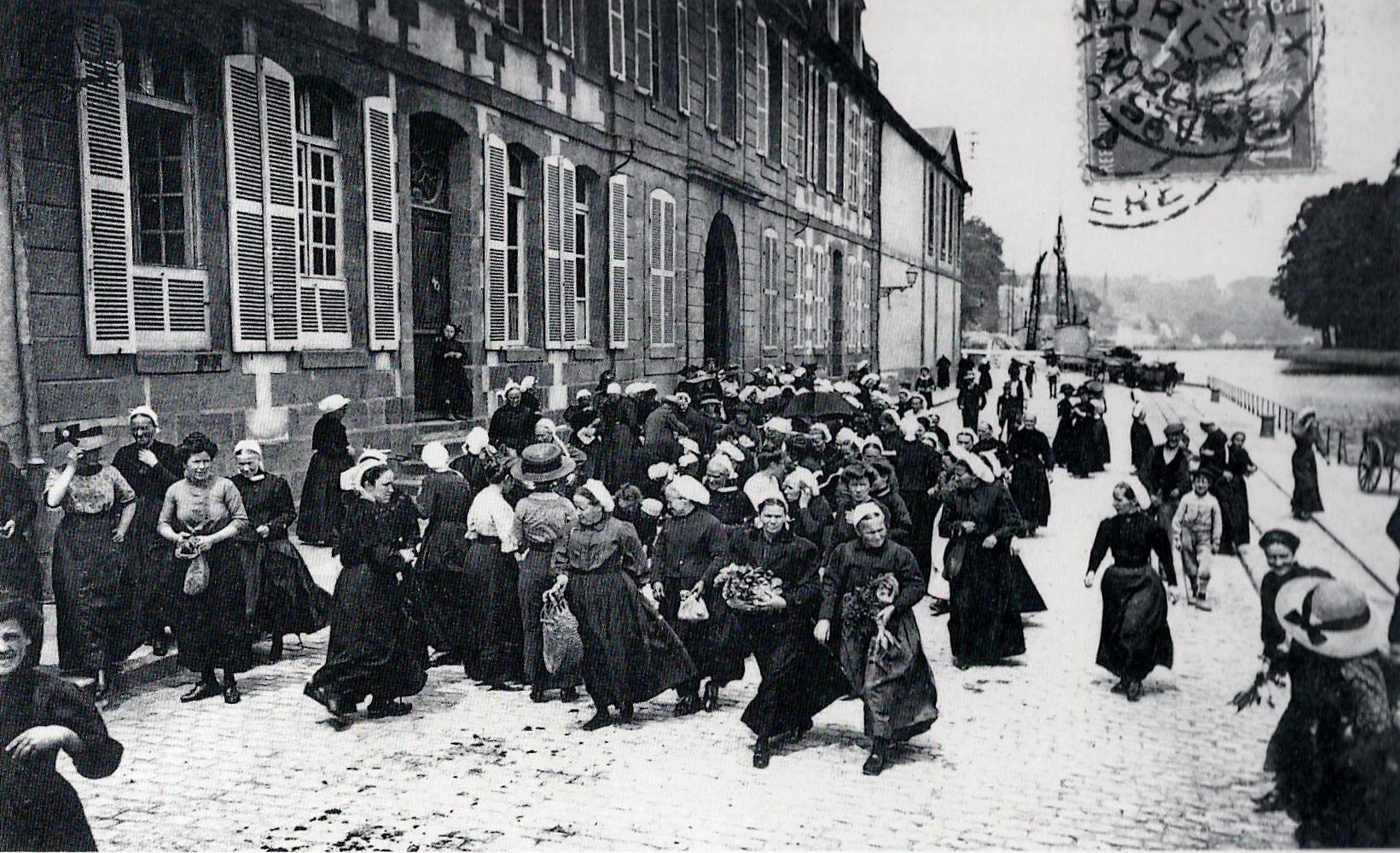
Sortie des cigarières de la Manufacture